# Cordenons
Cordenons (Cordenons in friulano) è un comune italiano di 17 693 abitanti del Friuli-Venezia Giulia.

## Geografia fisica
Il territorio del comune di Cordenons confina a nord con i comuni di San Quirino e Vivaro, a est con il comune di San Giorgio della Richinvelda, a sud con il comune di Zoppola e a sud-ovest con il comune di Pordenone.

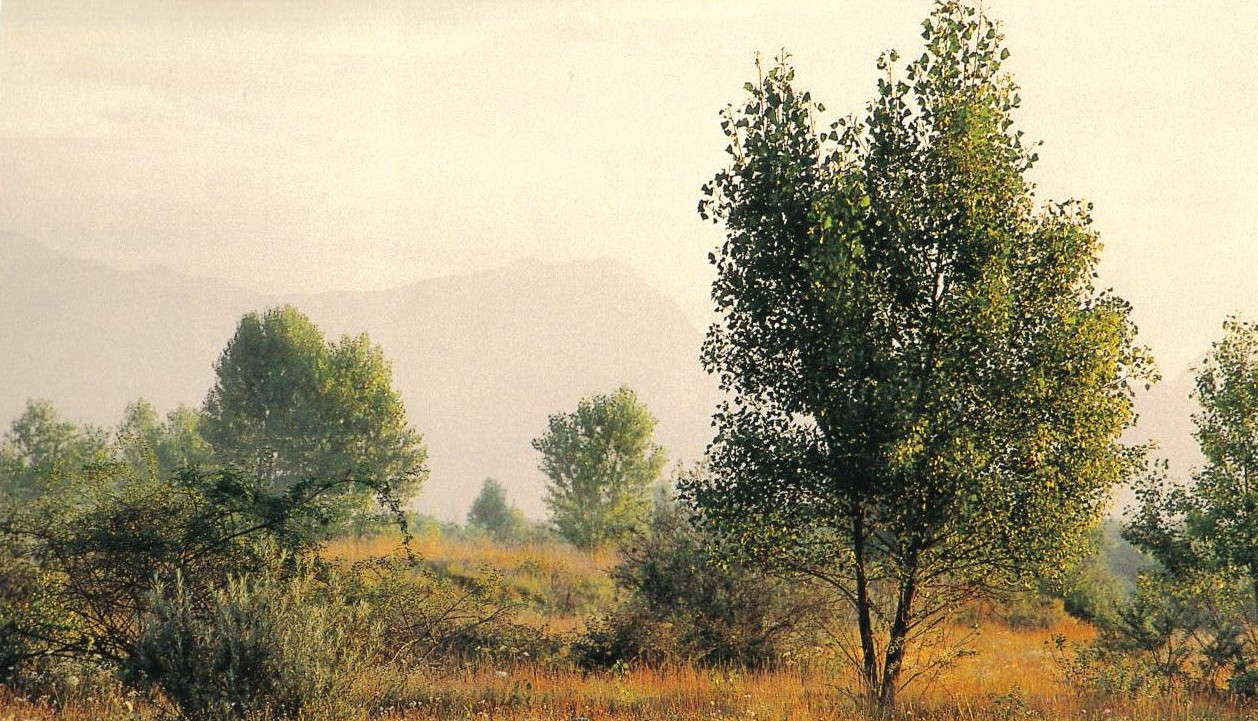
Paesaggio dei Magredi

Dal punto di vista ambientale, Cordenons è un punto di incontro; infatti nel territorio comunale si fondono due grandi ecosistemi diversi e al contempo strettamente collegati: Magredi e Risorgive.
Le acque che i torrenti Cellina e Meduna portano a valle "scompaiono" a nord nella zona dei Magredi (dove i greti dei due torrenti appaiono come un'enorme distesa di rocce e sassi), che è permeabile e lascia quindi scendere l'acqua nella falda acquifera, mentre riaffiorano a sud nella bassa pianura delle Risorgive del Vinchiaruzzo, zona invece argillosa e impermeabile che frena le acque e crea le cosiddette "olle" (o "polle"), acquitrini di acqua pura.
Tali ecosistemi ospitano grandi varietà di specie animali e vegetali, anche rare o in via d'estinzione anche a livello italiano.
Ne è esempio l'occhione, che rischia di essere "sfrattato" dai Magredi per l'utilizzo (in calo) dell'area come "pista da moto cross", divenuto abusivo da quando la zona è stata annoverata fra i Siti di Importanza Comunitaria (S.I.C.), riconosciuti a livello europeo, che ne minaccia la riproduzione. Ad aggravare la situazione dell'occhione c'è anche l'agricoltura intensiva.

## Origini del nome
Il documento dell'anno 897 con cui Berengario del Friuli dona al vescovo di Padova Pietro la corte di Sacco risulta redatto a «Naones, corte regia», mentre nel 1028 viene citata «Cortis Naon». Il toponimo è quindi facilmente spiegabile: indica una curtis posta lungo il fiume Naone, antico nome del Noncello.

## Storia

### Dalle origini all'800
Il territorio dell'attuale comune di Cordenons cominciò ad essere abitato intorno al 1000 a.C. dalla popolazione dei Veneti, che si stabilizzò in tutta la Pianura Padana nord-orientale. Dall'800-700 a.C., scesero nella zona i Celti, provenienti forse dal nord della Germania, che erano per lo più dediti alla caccia e alla pesca ma soprattutto alla guerra, e cominciarono a dare del filo da torcere ai Veneti che riuscirono comunque con parecchie difficoltà ad arginarla. Si creò così, con l'unione di queste comunità il primo nucleo abitante nella zona che tali popolazioni trovarono un luogo fertile grazie ai numerosi fiumi che ne permettevano la coltivazione.
Successivamente, con l'avvento di Roma, l'intera zona divenne provincia romana e cominciò così, intorno al II secolo a.C., il processo di centuriazione da parte dei Romani. Quando poi fu costruita la via Postumia, che conduceva, oltre il greto dei torrenti Cellina e Meduna, verso Aquileia da un lato ed il Norico dall'altro, per difenderla e prevenire quindi i saccheggi nel suo corso, lungo la via vennero creati dei "posti di blocco", nei quali venivano messe di presidio delle coorti; da uno di questi presidî si sviluppò poi Cordenons, che era la sede di un distaccamento sul Naon, attuale Noncello.

L'Italia longobarda sotto re Astolfo

Nei secoli successivi, il luogo subì le invasioni dei popoli barbarici, come tutto il Friuli, per prima: nel 401 e nel 408 arrivano i Visigoti, nel 452 gli Unni e, dopo altre innumerevoli popolazioni, nel 568 arrivarono i Longobardi. Sotto il governo del re longobardo Agilulfo e della moglie Teodolinda, si affermò in modo permanente il Cattolicesimo.
Le invasioni degli Ungari, pur disastrose, non ne segnarono la fine poiché nel 1029 la Cortis divenne contea retta dal casato degli Ozi di Baviera e poi passò ad altre casate austriache, ultima quella degli Asburgo che ne tennero il possesso fino alla conquista veneziana intorno agli inizi del Cinquecento.
Furono quelli i secoli in cui gli abitanti di Portus Naonis (poi Pordenone) si imposero sugli abitanti della Cortis, per cui il paese di Cordenons rimase emarginato fra il Noncello e la brughiera dei Magredi, così da conservare ed alimentare il noto carattere di austero attaccamento alla terra, geloso delle proprie tradizioni, della propria parlata, valori non intaccati neppure in seguito all'avvento dell'industria prima della carta e della seta poi del cotone, e infine dell'immigrazione stagionale e transoceanica.
Gli eventi napoleonici, ai quali si deve l'erezione di Cordenons a comune indipendente a partire dal 1º gennaio del 1814, segnando la fine della Serenissima, ne decretarono il passaggio all'impero austriaco, sudditanza che si concluse nel luglio/ottobre del 1866 con la Terza guerra d'indipendenza italiana cui fecero seguito il referendum e l'annessione al Regno d'Italia.

### Simboli

Medaglia di Bronzo al Valor Militare

(Renato Appi, Inno di Cordenons.)

### Onorificenze
Negli anni della Seconda guerra mondiale, Cordenons fornì notevoli appoggi ai partigiani nel periodo della Resistenza, e tale operato le ha permesso di essere annoverata tra le città decorate al valor militare per la guerra di liberazione, insignita della medaglia di bronzo al valor militare per i sacrifici delle sue popolazioni e per l'attività nella lotta partigiana durante la seconda guerra mondiale:

## Monumenti e luoghi d'interesse

### Architetture religiose

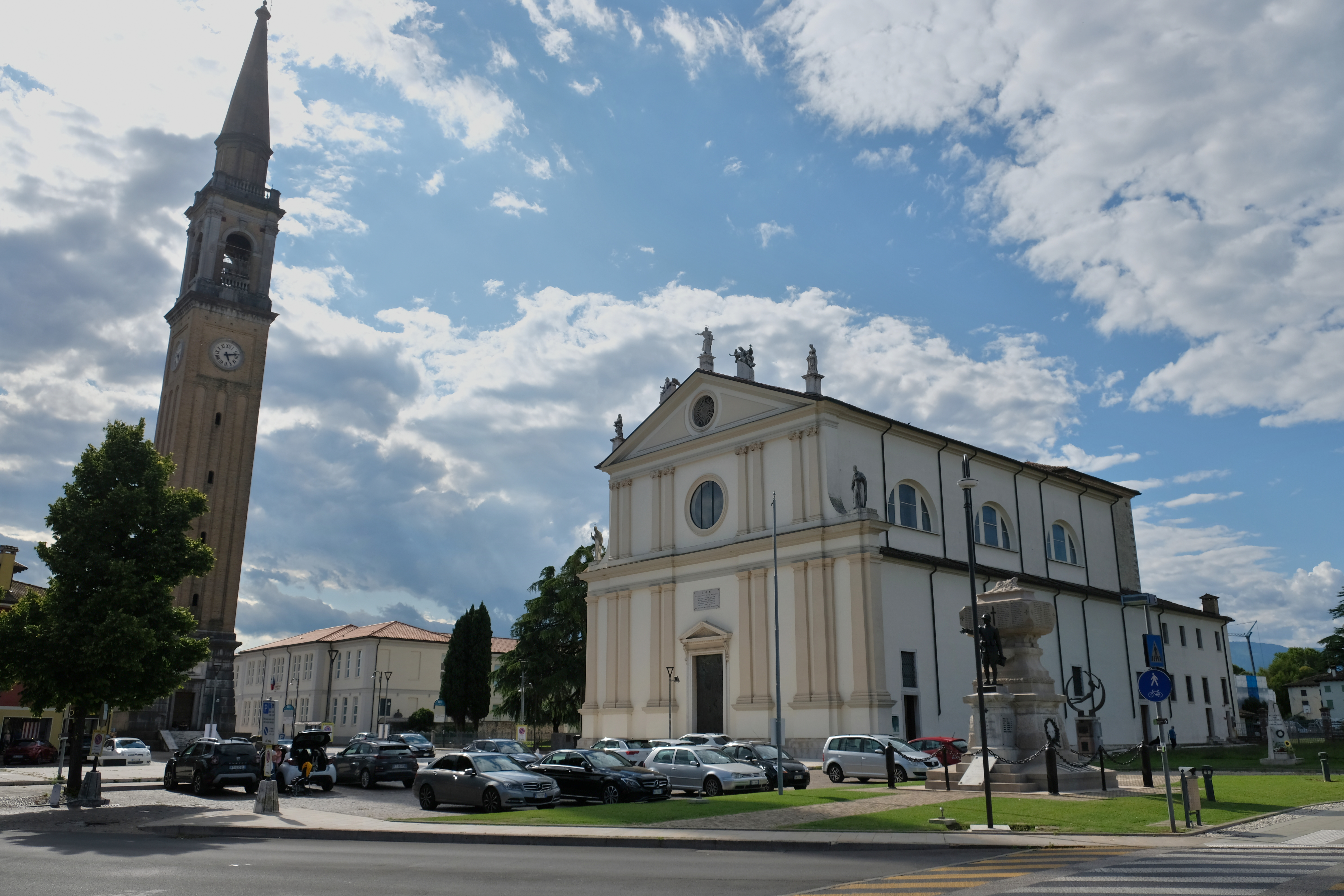
Duomo di Santa Maria Maggiore

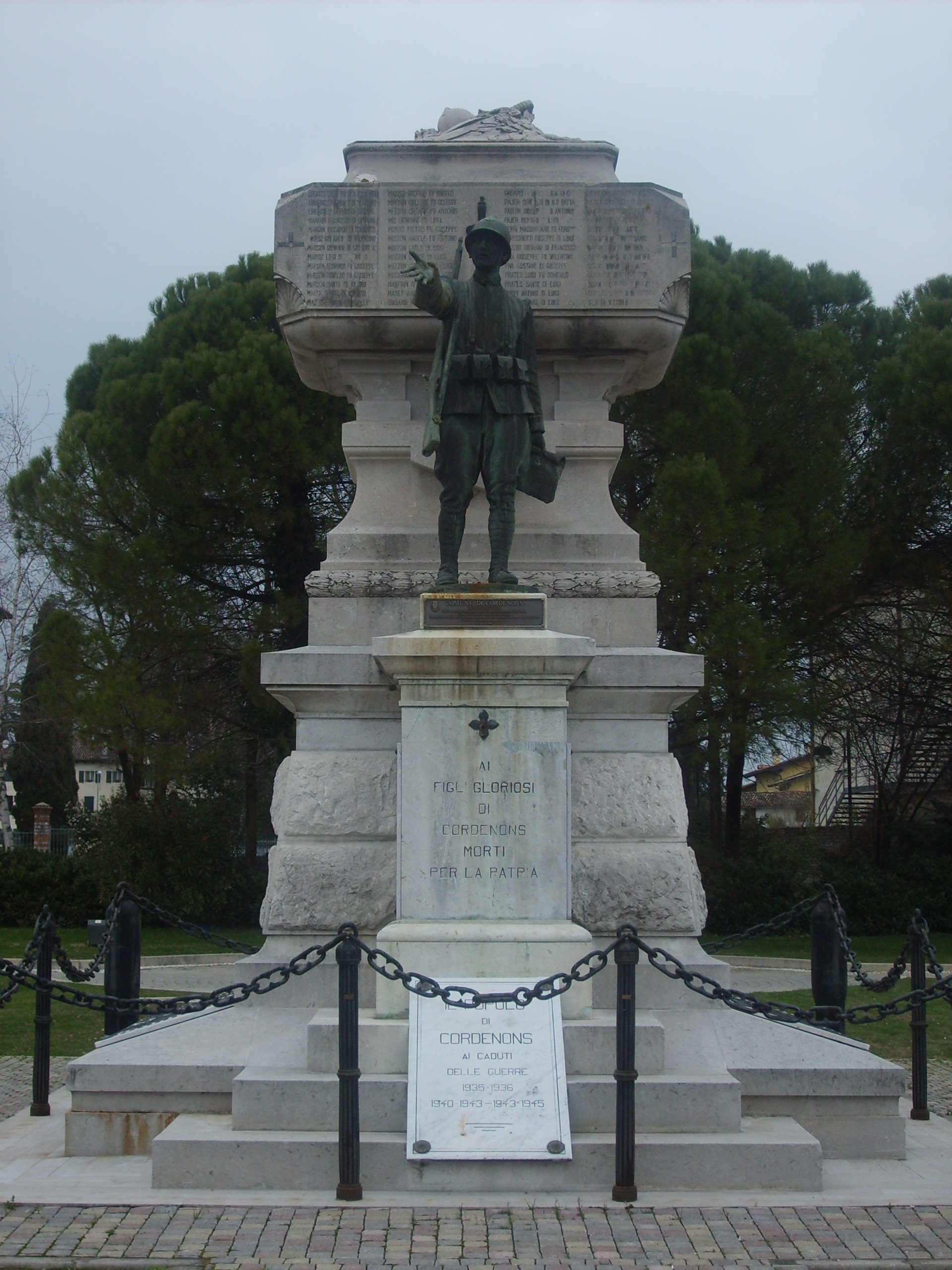
Monumento ai caduti

#### Duomo di Santa Maria Maggiore
Il Duomo di Santa Maria Maggiore, situato nella piazza principale, risale al 1778 e presenta un fastoso stile neoclassico, una sola navata e una pietà del Bernardi-Torretti. Il campanile, alto 71 metri, è stato ultimato ed inaugurato nel 1908, dopo 27 anni di lavori .
- Chiesa antica di San Pietro Apostolo (Sclavons).
- Chiesa nuova di San Pietro Apostolo (Sclavons). È di costruzione recente.
- Chiesa di Sant'Antonio abate (Pasch).
- Chiesa di San Giacomo Apostolo (San Giacomo), durante recenti restauri sono emersi affreschi risalenti al XV secolo che qualcuno attribuisce a Girolamo del Zocco.
- Chiesa di San Giovanni Battista (San Giovanni), anche in questa, a seguito di restauri eseguiti nel 1969, sono stati ritrovati reperti che hanno aperto l'ipotesi che la chiesa in tempi antichi facesse parte di un lazzaretto o di un ospizio per pellegrini. Qui si trovano anche una statua dipinta di Giovanni Antonio Pilacorte del 1515, un'acquasantiera dello stesso periodo e un cippo di epoca franca.
- Chiesa di Santa Giovanna D'Arco (Villa D'Arco[11]), eretta nel 1928 dai contadini villadarchesi; contrariamente a quanto si pensi, non perché stufi di dover andare tutte le domeniche fino alla chiesa di Santa Maria Maggiore a 5 km di distanza, quanto per esaudire un voto fatto dai capifamiglia durante la prima guerra mondiale. Se infatti fossero tornati tutti i soldati villadarchesi dal fronte, e se ogni famiglia avesse mantenuto quanto necessario per il sostentamento (almeno un capo di bestiame e orto) si sarebbe costruita la chiesa... E così fu. Testimonianza di questa motivazione è il documento appeso in fondo alla chiesa, redatto dai capifamiglia). L'edificio in un elegante misto tra lo stile gotico e romanico è stato arricchito solo in questi ultimi anni da dipinti sacri (acrilico su muro), da una cantoria con l'organo antico della pieve dei Ss Ilario e Taziano di Torre di Pordenone.

### Architetture civili
- Villa Badini Pasqualini, tipico esempio di villa veneta, con alcune soluzioni architettoniche risalenti alla seconda metà del Seicento, antica residenza estiva della nobile famiglia Badini, in seguito passata alla nobiltà di Pordenone prima e di Venezia poi.
- Villa Galvani, residenza di una delle più famose famiglie imprenditoriali del luogo, con all'interno un enorme e meraviglioso parco.

### Altro
- Monumento ai caduti per le guerre dal 1935 al 1936, dal 1940 al 1943 e dal 1943 al 1945. Inizialmente ubicato al centro di un'area verde antistante il municipio, con i lavori per la sistemazione della piazza è stato spostato di alcune decine di metri, accanto al Duomo.
- Si divide in diverse zone e quartieri: Piazza, Romans, Sclavons, Pasch, San Giacomo, San Giovanni, Tramit, Nogaredo e la frazione di Villa d'Arco

## Società

### Evoluzione demografica
Abitanti censiti

### Etnie e minoranze straniere
Al 31 dicembre 2024 gli stranieri residenti nel comune sono 1247, ovvero il 7,00% della popolazione. Di seguito sono riportati i gruppi più consistenti:
1. Romania, 431
2. Albania, 155
3. Pakistan, 78
4. Ucraina, 60
5. Macedonia del Nord, 45
6. Marocco, 41
7. Moldavia, 39
8. Ghana, 37

### Lingue e dialetti
La parlata tipica del paese è il folpo, una variante del friulano occidentale affine al casarsese. Termine veneto che significa "polpo", era il soprannome con il quale i venetofoni di Pordenone indicavano il friulano parlato a Cordenons: nacque evidentemente con fini spregiativi (è un'allusione alla goffaggine), ma è oggi comunemente usato anche dagli stessi cordenonesi.
Benché questo idioma sia ormai declinato in favore del veneto pordenonese e dell'italiano, Cordenons compare nell'elenco ufficiale dei comuni friulanofoni in base alla legge regionale 18 dicembre 2007, n. 29 "Norme per la tutela, valorizzazione e promozione della lingua friulana".

## Amministrazione

### Sindaci dal 1993
| Periodo        | Periodo        | Primo cittadino     | Partito                  | Carica  | Note |
| -------------- | -------------- | ------------------- | ------------------------ | ------- | ---- |
| 6 giugno 1993  | 27 aprile 1997 | Enzo Pajer          | Democrazia Cristiana     | Sindaco |      |
| 27 aprile 1997 | 10 giugno 2001 | Riccardo Del Pup    | Forza Italia             | Sindaco |      |
| 10 giugno 2001 | 10 aprile 2006 | Riccardo Del Pup    | Forza Italia             | Sindaco |      |
| 10 aprile 2006 | 16 maggio 2011 | Carlo Mucignat      | La margherita            | Sindaco |      |
| 16 maggio 2011 | 5 giugno 2016  | Mario Ongaro        | Centro destra            | Sindaco |      |
| 5 giugno 2016  | 4 ottobre 2021 | Andrea Delle Vedove | Lega per Salvini premier | Sindaco |      |
| 4 ottobre 2021 | in carica      | Andrea Delle Vedove | Lega per Salvini premier | Sindaco |      |

## Cultura

### Centri culturali
- Centro Culturale Aldo Moro, che ingloba al suo interno un auditorium (intitolato alla Famiglia Brascuglia, donataria dei terreni del Centro e della Scuola Media), sale per conferenze e mostre, sedi di associazioni quali il "Gruppo Cordenonese del Ciavedal", la Filarmonica, l'Università della Terza Età e degli Adulti (UTEA), la Pro Loco e la camera del consiglio comunale.
- Biblioteca Civica Renato Appi, ospitante un patrimonio di oltre 24.800 volumi[16] e comprendente una sala per la lettura.

## Sport

### ATP Challenger Tour
A Cordenons si disputa annualmente, presso l'Eurosporting club, l'Acqua Dolomia Tennis Cup - Internazionali di Tennis del Friuli Venezia Giulia, un torneo di tennis su terra rossa facente parte del circuito ATP Challenger Tour.